# Jean-Claude Kuner
Jean-Claude Kuner (* 30. Dezember 1954 in Basel) ist ein Schweizer Regisseur und Autor.

## Leben
Jean-Claude Kuner wuchs in Basel auf und arbeitete nach dem Abitur als Regieassistent am Basler Theater und bis 1978 an den Staatlichen Schauspielbühnen Berlin. Nach dem Studium der Germanistik und Theaterwissenschaft an der Freien Universität Berlin (1978–1982) begann er seine Laufbahn als Theaterregisseur 1982 am Staatstheater Stuttgart und inszenierte in den darauf folgenden Jahren Schauspiele und Opern.
Nach Abbruch seiner Theaterarbeit 1996 wandte er sich ganz dem Radio und den unterschiedlichen Formen akustischen Erzählens zu. Es entstanden Dokumentationen, Hörspiele, Musiksendungen, Podcasts und Kurzbeiträge für alle deutschsprachigen öffentlich-rechtlichen Sender. Internationale Kooperationen mit Sendern führten ihn u. a. nach Australien und Finnland. Nach 2001 galt sein Interesse verstärkt, die Genregrenzen zwischen Dokumentation und Hörspiel aufzulösen, um neue Erzählformen zu finden.
Er erhielt für seine Arbeit zahlreiche Auszeichnungen im In- und Ausland. 
Kuner lebte in Berlin (1976–1999), New York (1983–1985), San Francisco (1999–2001) und lebt seit 2001 wieder in Berlin.

## Werk

### Theater
Von 1982 bis 1996 inszenierte Kuner hauptsächlich zeitgenössische Theaterstücke von Arrabal bis Brecht, und solche, die sich mit der deutschen Vergangenheit und dem Schicksal von Juden auseinandersetzten. Am Musiktheater im Revier in Gelsenkirchen inszenierte er zwei Opern (1992/3). 1988 entstand gemeinsam mit Peter Henning der Videofilm Das letzte Band nach dem gleichnamigen Stück von Samuel Beckett. 1996 beendete Kuner in Weimar seine Theaterlaufbahn.

### Musiksendungen
Während des Studiums in Berlin begann Kuner ab 1980 Musiksendungen für den SFB zu produzieren. Während längerer Aufenthalte in New York (1983–85) galt sein Interesse der zeitgenössischen amerikanischen Musik, v. a. der Downtown Szene New Yorks und den sich auflösenden Grenzen zwischen U- und E-Musik. Er interviewte u. a. Philip Glass, Steve Reich, John Zorn, DJ Spooky und John Cage. Musikerporträts wurden ein weiterer Schwerpunkt seiner Arbeit. Neben musikalischen Städteporträts von New York, San Francisco und Basel beleuchtete er nach dem Zusammenbruch der Sowjetunion 1991 das sich verändernde Musikleben auf dem Balkan, in Bulgarien, Kroatien und Albanien.

### Dokumentationen
Nach 1996 verlagerte sich seine Rundfunkarbeit verstärkt in den Bereich des Dokumentarischen. Mit kulturpolitischen Features und Porträts. Zu einem Merkmal seiner Arbeit wurden Dokus, die von fremden Kulturen handeln. Seine Recherchen führten ihn u. a. nach Kanada, Japan, Russland, Indien, Usbekistan, Bali und den USA. Mehrfach prämiert fanden seine Arbeiten auch Beachtung im Ausland. In Zusammenarbeit mit den Sendern Yleisradio in Finnland und ABC in Sydney entstanden Produktionen in der jeweiligen Landessprache.

### Hörspiel
Ab 2006 begann Kuner sich auch im Hörspiel zu etablieren, wobei er versuchte, das Dokumentarische mit dem Fiktiven so zu verbinden, dass ein eigenes Genre entstand. Sein Hörspiel Traumrollen wurde 2013 von der Akademie der Darstellenden Künste zum Hörspiel des Jahres gewählt. Neben Bearbeitungen von Texten von Alice Munro, Harry Mathews und David Grossmann entstanden für den Schweizer Rundfunk Hörspiele in Zusammenarbeit mit Thomas Hürlimann und Urs Faes.

### Podcast
Für den SRF konzipierte er eine fünfteilige Podcast-Reihe mit und über Thomas Hürlimann (2023), gefolgt von einer Podcast-Reihe über den amerikanischen Folksänger Pete Seeger für das Tønder Festival in Dänemark (2024). Ein siebenteiliger Podcast zu Stolpertexten des Leo Baeck Instituts in Zusammenarbeit mit jungen Autoren und Autorinnen entstand für den MDR (2024/25).

### Soundart
Im Auftrag des finnischen Senders Yleisradio produzierte Kuner vier Klangkunstwerke, in denen er die Verschränkung aller radiophonen Formen weiter vorantrieb. 2019 komponierte er ausschliesslich aus Archivmaterial des 1996 an AIDS verstorbenen New Yorker Künstlers David Wojnarowicz ein Soundartstück.

## Werkliste

### Inszenierungen (Auswahl)
- Fernando Arrabal: Der Kaiser von Assyrien, Schauspiel Stuttgart 1982
- Gert Hofmann: Der Austritt der Dichter Robert Walser aus dem literarischen Verein, Schillertheater Berlin 1983
- Joshua Sobol: Weiningers Nacht, Düsseldorfer Schauspielhaus und Residenztheater München, 1985/86[11]
- Ludwig Fels: Lieblieb, Staatstheater Darmstadt 1986
- Christopher Marlow: Der Jude von Malta, Gasteig München 1989
- Thomas Bernhard: Vor dem Ruhestand, Theater Augsburg 1990
- Ambroise Thomas: Mignon, Musiktheater im Revier Gelsenkirchen 1992
- Samuel Beckett: Das letzte Band, Thalia Theater Hamburg 1992
- Gaetano Donizetti: Don Pasquale Musiktheater im Revier Gelsenkirchen 1993
- Hansjörg Schertenleib: Rabenland, Schillertheater Berlin 1993
- Samuel Beckett: Erinnerungen an das Letzte Band mit Fritz Lichtenhahn, Hamburger Kammerspiele 2006

### Hörspiel- und Featureproduktionen (Auswahl)
- The Juilliard String Quartet Portrait, SFB 1984
- Neugier trieb mich um die Welt - Hans Helfritz, SFB 1990
- >Wenn der Indianer von dieser Erde geht, wird mit ihm das meiste untergehen .... <, SFB 1992
- Carpe Diem! Die Suche nach dem Paradies – Über den Tropenmaler und Musiker Walter Spies, NDR 1995
- Die Welt im Sampler - DJ Spooky und die Kunst der schwarzen Rille, WDR 1999
- Pete Seeger - Eine Legende wird 80, WDR/SFB 1999
- Curt Bois: Vom Heinerle zum Krapp - Eine Schauspieler-Karriere des 20. Jahrhunderts, Deutschlandradio 2001
- 32 Betrachtungen über Grete Sultan, WDR/RBB 2002
- Reise in den Kosmos der Klänge – Der Komponist George Crumb, Deutschlandradio 2004
- Das zerrissene Ehrenwort – Blutrache in Albanien, DLF/SWR 2005
- Im Dickicht der Stadt – Ein Großstadtmärchen mit Rainer Werner Fassbinder, WDR/DLF 2005
- Spiel mit den Grenzen - Alte Musik zwischen Improvisation und Crossover, WDR 2005
- Extraordinary. Stille. Ce soir. Samuel Beckett, Deutschlandradio/WDR/SWR/ABC 2006
- Weg nach Timimoun, SWR 2007
- Exit – Notausgang aus dem Leben, Deutschlandradio/ORF 2007/8
- Karma aus Blech, Essensausträger in Mumbai, SWR/WDR/DLF/ORF/ABC Sydney/YLE Finnland 2008
- Ländliche Küche aus Zentralfrankreich, Hörspiel, DLF/HR 2008
- Schiff im Sturm, Regie, Hörspiel, Deutschlandradio 2008
- Das Licht der Dunkelheit, SWR/DLF/NDR/YLE 2009
- >Ich muss auf einen Sprung weg< Walter Spies, Hörspiel, Deutschlandradio 2010
- liebesrap/loverap, Hörspiel, Deutschlandfunk/ABC Sydney 2010
- poor but sexy, Feature, ABC Sydney 2010
- Schöne Welt, wo bist Du? - Wege zu Johann Joachim Winckelmann, Hörstück, Autorenproduktion 2011
- Bukhara Broadway, Feature, RBB/NDR/Deutschlandfunk 2012
- Traumrollen, Hörstück, Deutschlandfunk, HR 2013
- Musikrausch – der Dirigent Teodor Currentzis in Perm, Feature, RBB/NDR/Deutschlandfunk, 2014
- Beirut Express, Etel Adnan, Hörstück, RBB/NDR/Deutschlandradio 2014/15
- Buchclub, Feature über Alice Munro, NDR 2015
- Manche Frauen, Hörspiel nach Alice Munro, NDR 2015
- Das Gartenhaus, Hörspiel, SRF/SWR 2016
- Rachmaninow Tattoo – Der Pianist James Rhodes, Feature, NDR/DLF/RBB 2016
- Hommage à… György Kurtág, Soundart Projekt, YLE Finnland 2016
- Bachmeditationen – Die chinesische Pianistin Zhu Xiao-Mei, Feature, WDR/NDR 2017
- I love Dick – Die Autofiktion der Chris Kraus, Feature, DLF Kultur 2017
- Kommt ein Pferd in die Bar, Hörspiel nach David Grossmann, RBB/WDR 2017
- Nietzsche in New York Der französische Verleger Sylvère Lotringer, Feature, WDR 2018
- Fake Family - Menschenverleih in Japan, Feature, DLF Kultur 2019
- Die Verbrennungen der Angst Antonin Artaud Hörspiel, SRF Schweiz 2019
- Sounds from a Distance, Soundart Projekt, YLE Finnland 2019
- Eine Frau in Schwarz Die französische Chansonnière Barbara, Feature, RBB 2020
- Feuer, Soundart Projekt, YLE Finnland 2020
- Matsutake Ein Pilz im Anthropozän, Feature, DLF Kultur 2021
- Salon der Leerstellen, Dialoge über jüdisches Denken, Feature, WDR 2021
- Salon der Leerstellen, Gespräche, Podcastreihe, WDR 2021
- Maestro der Comebacks, der brasilianische Pianist und Dirigent João Carlos Martins, Feature, WDR 2022
- Leben ohne Giuseppe, ein Fall von Jugendgewalt, (mit Roswitha Quadflieg) Feature, DLF Kultur 2022
- Drama deutsche Einheit, Grass, Brecht und der 17. Juni, (mit Cornelia Epping-Jaeger) Feature, WDR 2023
- Fährhausgespräche, Podcast-Reihe mit Thomas Hürlimann, SRF 2023
- Zetteltage, Hörspiel von Urs Faes, SRF 2024
- Weekend with Pete Seeger, Podcastreihe, Tønder Festival, Dänemark 2024
- Klangreden der Besonnenheit - Laurence Dreyfus und sein Gambenensemble Phantasm, WDR 2024
- Sounds Unfrozen/Von hier aus kann man das Meer sehen, Soundart Projekt, YLE Finnland 2024/SWR 2025
- The Broken Promise, A Radio Documentary. Audio-CD. Labor Records, LAB 7080, USA 2009

### Auszeichnungen (Auswahl)
- Theater Regiepreis des Landes Bayern (1991)
- Das zerrissene Ehrenwort – Blutrache in Albanien, Prix Marulić[12]
- Extraordinary. Stille. Ce soir, Grand Prix Marulić (2006)
- Weg nach Timimoun, Prix Marulić (2007)
- Karma aus Blech - Essensausträger in Mumbai, Basler Featurepreis, Prix Marulić (2008)
- Ländliche Küche aus Zentralfrankreich, Prix Marulić Kategorie Hörspiel (2009)
- Liebesrap, Hörspiel des Monats November 2010, Nominierung zum Prix Italia 2011, Grand Prix Marulić (2011)
- Schöne Welt wo bist Du?, Prix Marulić 2012, Nominierung zum Prix Europa 2012
- Bukhara Broadway, Prix Marulić 2013, Premios Ondas 2012, Mención especial del jurado, ABU (Asia-Pacific Broadcasting Union) 1st Prize Hanoi 2013
- Eine Frau in Schwarz - Die französische Chansonnière Barbara, Nominierung zum Deutsch-französischen Reporterpreis
- Fährhausgespräche, Nominierung zum Prix Europa 2023
- Sounds Unfrozen, Prix Marulić 2024

## Kritiken
- Gerhard Stadelmaier: Ariels Einbürgerung im Theater der Schwerkraft, in: Stuttgarter Zeitung 20. September 1982
- C.Bernd Sucher: Deutscher, jüdischer Antisemitismus, in: Süddeutsche Zeitung München Nr. 285 11. Dezember 1985
- Urs Jenny: Moses, Jesus, Otto! - Weiningers Nacht, in: Der Spiegel 51 / 16. Dezember 1985
- M.O.C.Doepfner: Wenn der schwarze Hut umgeht, in: Die Weltwoche Zürich Nr. 4 / 26. Januar 1989
- Robin Detje: Bernhard (ver)spielen – Zwei Aufführungen in Augsburg und Nürnberg, in: Süddeutsche Zeitung München 11. Oktober 1990
- Christian Deutschmann: Ohne Regeln – Zuallererst die Stimmen: Ein fesselndes Beckett-Hörstück, in: FAZ Nr. 84 Frankfurt 8. April 2006
- Christian Deutschmann: Leichtigkeit und Lebensweisheit - Traumrollen, in: epd medien 26. April 2013
- Andreas Montag: Laudatio Hörspiel des Jahres 2013, Literaturhaus Frankfurt 22. Februar 2014[13]
- Christian Deutschmann: Leise Kraft – Manchen Frauen – Hörspiel, in: epd medien Nr. 30 24. Juli 2015
- Renate Stinn: Respekt – Kommt ein Pferd in die Bar – Hörspiel, in: epd medien Nr. 36 8. September 2017